# 俄亥俄州議會大廈
俄亥俄州議會大廈（Ohio Statehouse）是美國俄亥俄州議會的開會地點和俄亥俄州政府的辦公地點，位於俄亥俄州首府哥倫布。俄亥俄州議會大廈竣工於1861年。